# Europapokal der Landesmeister (Handball) der Frauen 1974/75
Am Europapokal der Landesmeister 1974/75 nahmen 16 Handball-Vereinsmannschaften aus 16 Ländern teil. Diese qualifizierten sich in der vorangegangenen Saison in ihren Heimatländern für den Europapokal. Bei der 14. Austragung des Wettbewerbs konnte der Vorjahresfinalist Spartak Kiew seinen fünften Titel gewinnen.

## Achtelfinale
|                             | Gesamt    |                            | Hinspiel | Rückspiel |
| --------------------------- | --------- | -------------------------- | -------- | --------- |
| IL Vestar Oslo              | 18:24     | Vasas Budapest             | 09:10    | 09:14     |
| Hapoel Ra'anana             | 19:49     | IEFS Bukarest              | 04:28    | 15:21     |
| Mora Swift Roermond         | 31:17     | US Ivry HB                 | 17:11    | 14:60     |
| Ruch Chorzów                | 48:26     | Medina Valencia            | 27:13    | 21:13     |
| Spartak Kiew                | 35:19     | Stockholmspolisens IF      | 21:11    | 14:80     |
| RK Lokomotiva Zagreb        | 36:23     | Union Admira Landhaus Wien | 22:90    | 14:14     |
| ZSKA Sofia                  | 18:18 (1) | TSV Bayer 04 Leverkusen    | 09:70    | 09:11     |
| Frederiksberg IF Kopenhagen | 27:26     | TJ Gottwaldov              | 13:10    | 14:16     |

## Viertelfinale
|                             | Gesamt |                      | Hinspiel | Rückspiel |
| --------------------------- | ------ | -------------------- | -------- | --------- |
| Ruch Chorzów                | 22:29  | Spartak Kiew         | 12:15    | 10:14     |
| Frederiksberg IF Kopenhagen | 20:22  | RK Lokomotiva Zagreb | 12:10    | 08:12     |
| IEFS Bukarest               | 19:18  | Mora Swift Roermond  | 13:90    | 6:9       |
| Vasas Budapest              | 48:27  | ZSKA Sofia           | 26:80    | 22:19     |

## Halbfinale
|                      | Gesamt |                | Hinspiel | Rückspiel |
| -------------------- | ------ | -------------- | -------- | --------- |
| IEFS Bukarest        | 19:27  | Spartak Kiew   | 11:11    | 08:16     |
| RK Lokomotiva Zagreb | 27:25  | Vasas Budapest | 16:11    | 11:14     |

## Finale
Das Finale fand am 6. April 1975 im Zagreber Dom športova statt.
|              | Ergebnis |                      |
| ------------ | -------- | -------------------- |
| Spartak Kiew | 14:10    | RK Lokomotiva Zagreb |